# Shin Kyung-sook
Shin Kyung-sook (kor. 신경숙; ur. 1963 niedaleko Jeongeup) – południowokoreańska pisarka, laureatka Man Asian Literary Prize. 

## Życiorys
Urodziła się w wiosce niedaleko Jeongeup, w dzieciństwie pracowała na roli. W wieku 16 lat przeniosła się do Seulu, gdzie utrzymywała się z pracy w fabryce i uczęszczała do szkoły wieczorowej, po czym studiowała twórcze pisanie w miejscowej akademii. Po studiach pracowała m.in. w rozgłośni radiowej i wydawnictwie. W 2011 była profesorką wizytującą na Uniwersytecie Columbia.
Mieszka w Seulu z mężem, poetą i wykładowcą, Nam Jin-wo.  

## Twórczość
Jej debiutanckie opowiadanie opublikowano, gdy miała 22 lata. Rozgłos przyniosła jej powieść Zaopiekuj się moją mamą (2009), która opisuje zniknięcie matki w Seulu i jego konsekwencje z perspektywy rodziny: dorosłych dzieci i ojca, doceniających rolę matki, dopiero gdy już jej nie ma. Książka sprzedała się w Korei w dwóch milionach egzemplarzy, ukazała się w 34 krajach oraz została pierwszą i jedyną koreańską powieścią na liście bestsellerów dziennika „The New York Times” (2011). W 2010 powstała adaptacja teatralna książki. Zaopiekuj się moją mamą przyniosło autorce także nagrodę Man Asian Literary Prize.  
Jest laureatką licznych nagród literackich, w tym nagród Manhae (1995), Dong-in (1997), Yi Sang (2001) czy Prix de L’Inapercu (2006). W czerwcu 2012 została południowokoreańskim ambasadorem dobrej woli UNICEF. 
W 2015 została oskarżona przez pisarza Lee Eung-juna o plagiat fragmentów opowiadania Yukio Mishimy z 1961 w jednym ze swoich opowiadań. Autorka przeprosiła za sytuację, lecz nie potwierdziła otwarcie zarzutu, a jej wydawnictwo wycofało kwestionowany zbiór opowiadań z dystrybucji. 

## Dzieła wydane po polsku
- Zaopiekuj się moją mamą, 2010, tłum. Anna Diniejko-Wąs, Anna i Marzena Stefańska-Adams; Wydawnictwo Kwiaty Orientu
- Będę tam, 2012, tłum. Marzena Stefańska-Adams; Wydawnictwo Kwiaty Orientu
- Dworska tancerka, 2020, tłum. Ewa Rynarzewska; Wydawnictwo Kwiaty Orientu[9]
- Fiołki, 2023, tłum. Łukasz Janik; Wydawnictwo Kwiaty Orientu[10]